# 傑米·帕特森
傑米·帕特森（英語：Jamie Paterson；1991年12月30日—）是一位英格蘭足球運動員。在場上的位置是邊鋒。現效力於英格蘭足球冠軍聯賽球隊史雲斯。他也曾效力於沃爾索爾足球俱樂部。

## 外部連結
- 足球数据库：傑米·帕特森的球员统计数据